# Non era previsto
Non era previsto è il primo singolo estratto dall'album Ognuno fa quello che gli pare? del cantautore italiano Max Gazzè, e pubblicato nel 2001.
Il video prodotto per il brano è stato diretto da Francesco Cabras e Alberto Molinari, già collaboratori di Gazzè in Il timido ubriaco.

## Tracce
1. Non era previsto